# Odostomia suboblonga
Odostomia suboblonga es una especie de gasterópodo de la familia Pyramidellidae.

## Descripción
El tamaño de la concha de un adulto varía entre 1,9 mm y 3 mm.

## Distribución
Esta especie ha sido encontrada en los siguientes lugares:
- Islas Canarias
- Cabo Verde
- Madeira
- Marruecos
- Mar Mediterráneo central
- Zona económica exclusiva de Portugal
- Zona económica exclusiva de España
- Zona económica exclusiva del Reino Unido